# ゲツキン!
『ゲツキン!』は、2005年9月1日（木）～2006年6月30日（金）の10ヶ月間、読売テレビ（ytv）で月曜日から金曜日の5:20～6:30（JST）に生放送された朝の情報番組。
タイトル正式名は「はやおきNEWS ゲツキン!」。メイン司会は大平サブローと森若佐紀子(読売テレビアナウンサー)。

## 概要
『あさイチ!』の後番組としてスタートした番組。月曜日～金曜日の5:20～6:30の時間帯に放送されている。
『あさイチ!』のタレントを起用しない構成から一転し、知名度の高いサブローをメイン司会に起用することとなった。ただし、出演者は『あさイチ!』から全員が引き継がれており、森若が新たに加わったサブローとともに引き続きメイン司会を担当しているほか、ニュース担当として脇浜紀子アナ（月－水）と道浦俊彦アナ（木・金）、スポーツ担当として小澤昭博アナ（月－水）と大田良平アナ（木－金）と川藤幸三（火・木）、芸能担当として石川敏男（金）、気象予報士として米畑詩子が出演している。また、コメンテーターとして新たに和泉修（月・水）や佐野慈紀が加わった。2006年5月からは米畑の結婚休暇の代役で出演した小島紀和がそのまま木・金曜日のお天気担当としてレギュラーに加わった。
ニュース・スポーツ・芸能・生活情報をバランスよく配分した番組構成に大きな変化はないが、『あさイチ!』で行われていた『ズームイン!!SUPER』の「新聞ナナメ読み」（現・「新聞のミカタ」）の時差ネット放送が中止されており、第1部は各コーナーの時間枠が大きく取られるようになった。
2006年6月30日に番組は終了、7月3日からは『ズームイン!!SUPER』を5時20分から一部の時間を差し替えながら放送していたが、2010年3月29日より『朝生ワイド す・またん!』として、早朝のローカル番組が復活している。

## タイムテーブル
5:20開始の第1部、5:54開始の第2部の2部構成となっていた。途中『NNNニュースSUPER』を同時ネットで放送していた。
2005年10月時点
- 5:20／オープニング(第1部)
- 5:24／ニュース
- 5:33／
  - （月～木）今日の天気
  - （金）スポーツ
- 5:38／
  - （月～木）スポーツ
  - （金）スポーツ
- 5:43／
  - （月～木）スポーツ
  - （金）今日の天気
- 5:48／
  - （月）元気マンマン!月曜日：Re3 New York Yoga
  - （火）かなりお得な!火曜日：グルメ情報
  - （水）素敵に♥水曜日：おしゃれ情報
  - （木）もうひとがんばり!木曜日
  - （金）キラキラわくわく☆金曜日：石スポ

- 5:54／オープニング(第2部)
- 5:56／
  - （月）元気マンマン!月曜日：あサプリ
  - （火）かなりお得な!火曜日：こんなん出た!
  - （水）素敵に♥水曜日：あれこれシネマ館
  - （木）もうひとがんばり!木曜日：スタッフが調べてきました
  - （金）キラキラわくわく☆金曜日：ゲツキン!CDランキング
- 6:00／NNNニュースSUPER
- 6:08／今日の天気
- 6:11／芸能!サキ★どり
- 6:16／
  - （月～木）芸能!サキ★どり
  - （金）石川の手帳
- 6:20／スポーツ!知りタイガー
- 6:29／今日のガチャ天
以降、CMなしで『ズームイン!!SUPER』に接続。

## 備考
- 2005年9月の放送開始から2005年年末までの最初の数ヶ月間、5時台のニュースコーナーで大平サブローが直接ニュースの原稿読みを行うという異色の演出が行われていた。
- 前番組までは年末にも短縮版として大晦日まで放送していたが、この番組については2005年内の放送を12月23日で切り上げ、同年12月26日～30日は「ズームイン!!SUPER」を「スペシャルウィーク」という扱いでフルネットしていた。その後、2006年7月より正式にこれがフルネットとなる。
- 2006年6月30日（最終回）は2時間スペシャル（4時30分～6時30分）として放送された。

## スタッフ
- エグゼクティブプロデューサー : 山岸正人
- プロデューサー : 石橋徹也
- AP : 龍神秀一
- 総監督 : 平野公
- ディレクター : 大坪正季、中村有里　／　木村寛（音稀衆）、河合希（泉放送制作）、坂元佐季子（オフィスりぷる）、伊藤良（読売テレビエンタープライズ）、林優次（パラダイスＫ）
- AD : 松田香織（映像企画）、田中加奈子（デラックスキッズ）、坂野祐介（メディア・バスターズ）
- 制作協力 : エキスプレス、ハートス、ウェザーニュース、高津商会、A.I.C、プランニングカンパニー柿本、よみうりテレビ映像、ADEC